# E3 (európai út)
Az E3 európai út Franciaország nyugati részén halad észak-déli irányban. Északi kiindulópontja Cherbourg és La Rochelle-ig tart.

## Települései
- Franciaország: Cherbourg, Saint-Lô, Fougères, Rennes, Nantes, La Rochelle

## Franciaország
Jelzés:
- E46: Cherbourg - Carentan
- N174: Carentan - Guilberville
- A84: Guilberville - Rennes
- N136: Rennes
- N137: Rennes - Nantes
- E60: Nantes
- N844: Nantes
- A83: Nantes - Saint-Jean-de-Beugné
- D137: Saint-Jean-de-Beugné - Usseau
- N11: Usseau - La Rochelle